# Syrphus plurimaculatus
Syrphus plurimaculatus är en tvåvingeart som beskrevs av Camillo Rondani 1863. Syrphus plurimaculatus ingår i släktet solblomflugor, och familjen blomflugor. Inga underarter finns listade i Catalogue of Life.